# 傅英豪
傅英豪（1917年—1994年9月23日），河北青县人，中国人民解放军开国大校。中国人民解放军雷达工作开创人。

## 生平
生于沈阳。1935年在北师大附中参加了“一二·九”学生运动。1935年参加共青团任支部书记。1936年加入中华民族解放先锋队。发展了北师大附中初三学生叶宜敬入团，1936年5月叶宜敬被学校开除。傅英豪找了一张私立志成中学的空白毕业证，填上叶宜敬的名字，自刻了一枚志成中学的萝卜章，使得叶宜敬考取了天津师范学校高中部。抗战爆发后，叶宜敬改姓名叶群去了延安，后嫁给了林彪。1936年10月傅英豪在清华大学加入中国共产党。
1945年4月至6月为中共七大会场组装了一部50瓦扩音机，声音效果非常好，为此傅英豪荣获“陕甘宁边区模范工作者”奖状。
1949年8月，为准备在中南海怀仁堂召开中国人民政治协商会议第一届全体会议，军委通信部电信总局技术处军用机组组长傅英豪率领五人技术团队解决怀仁堂会场的回响问题，并为怀仁堂会场安装了一台100门人工交换电话总机，解决了台下的代表发言问题。
抗美援朝战争期间，为坑道作战研制出“铺地天线”和“行波天线”，与步话机结合使用，解决了坑道作战通信问题。
1955年授予上校军衔，1964年晋升为大校军衔。
“九一三”事件后，傅英豪夫妇被隔离审查了近七年，被开除党籍、军籍、公职，多次被抄家。后被遣返回傅英豪河北青县老家自食其力。在河北农村呆了五年后，回到北京住在儿子家的小阳台，靠给别人修理家电挣生活费。经申诉，1983年空军重新做出结论：傅英豪被开除党籍，行政9级降为13级；夫人唐旦恢复党籍，行政10级降为12级，两人均交地方安排但没有被接收。

## 家人
- 姐姐傅玉珍：1936年是天津师范学校地下党支部书记，上级为柯庆施。

- 夫人唐旦（1917-2002）：清华大学电机系无线电专业高一个年级的同学。1955年授予防空军中校军衔。九一三事件时任空军雷达兵部副部长兼空军第二研究所所长。
- 长子傅延延
- 女儿